# لاپن‌رانتا
لاپِّن‌رانتا (به لاتین: Lappeenranta) یک شهر، شهرداری  در فنلاند است.
این شهر در کرانه ی  دریاچه سایما  در کارلیای جنوبی واقع شده‌است. فاصله ی این شهر تا مرز روسیه نزدیک ۳۰ کیلومتر است. جمعیت ساکن درین شهر تا ۳۱ ژانویه ۲۰۰۹ حدود ۷۳۰۰۰ تن برآورد شده و سیزدهمین شهر پرجمعیت فنلاند است. 

## خواهرخوانده
شهرهای شوابیش هال، درامن، کلین، کولدینگ، لیک ورث، فلوریدا، راکوره، سمباتهی و اوربرو خواهرخوانده‌های لاپّن‌رانتا هستند.

## نگارخانه

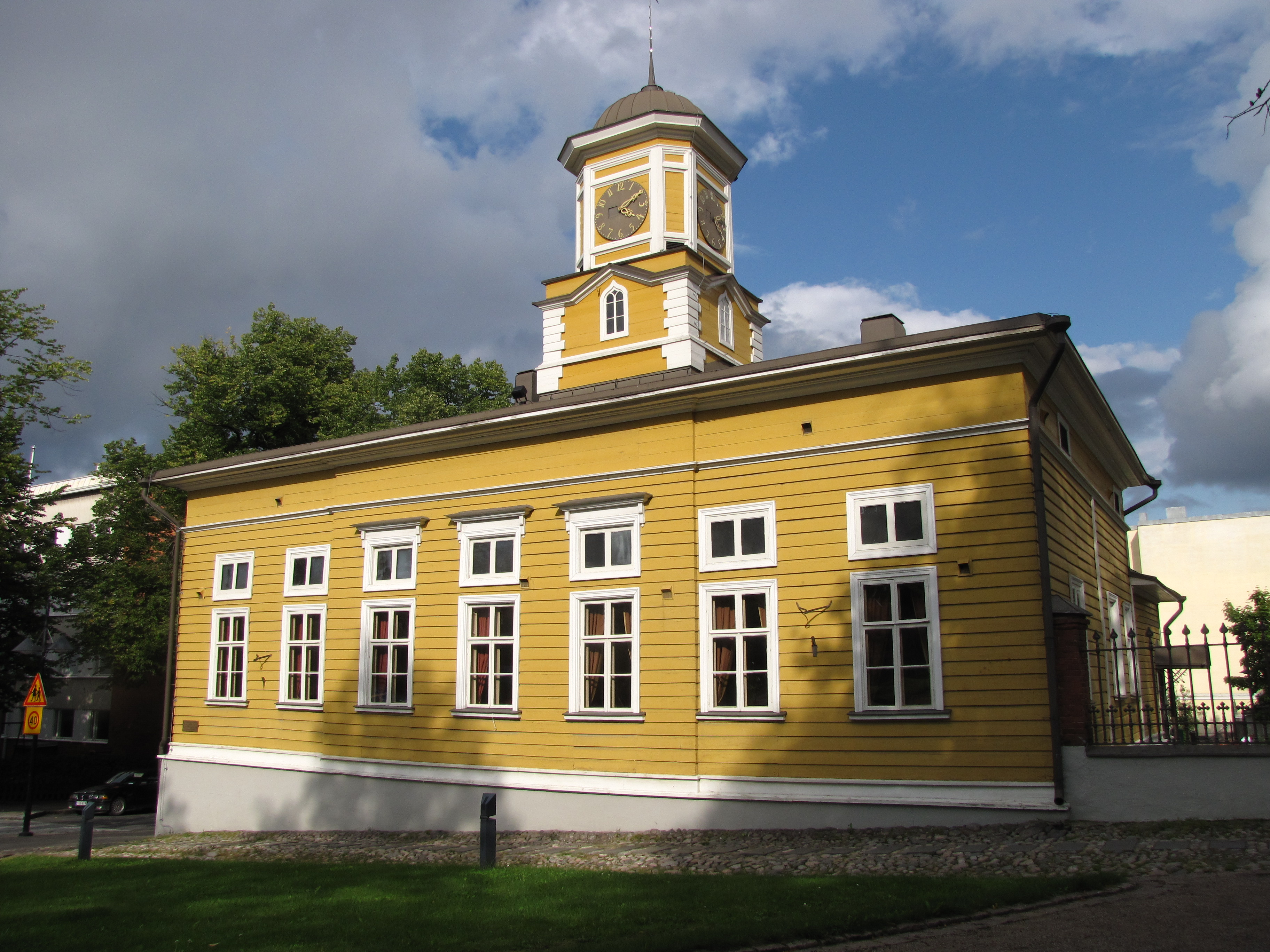
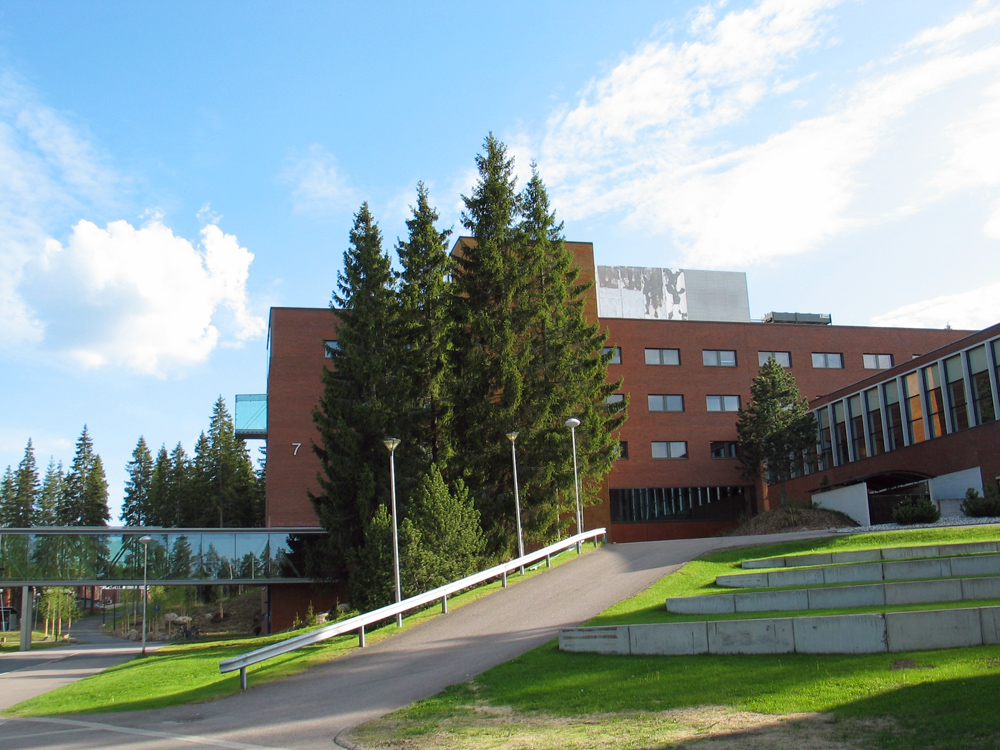
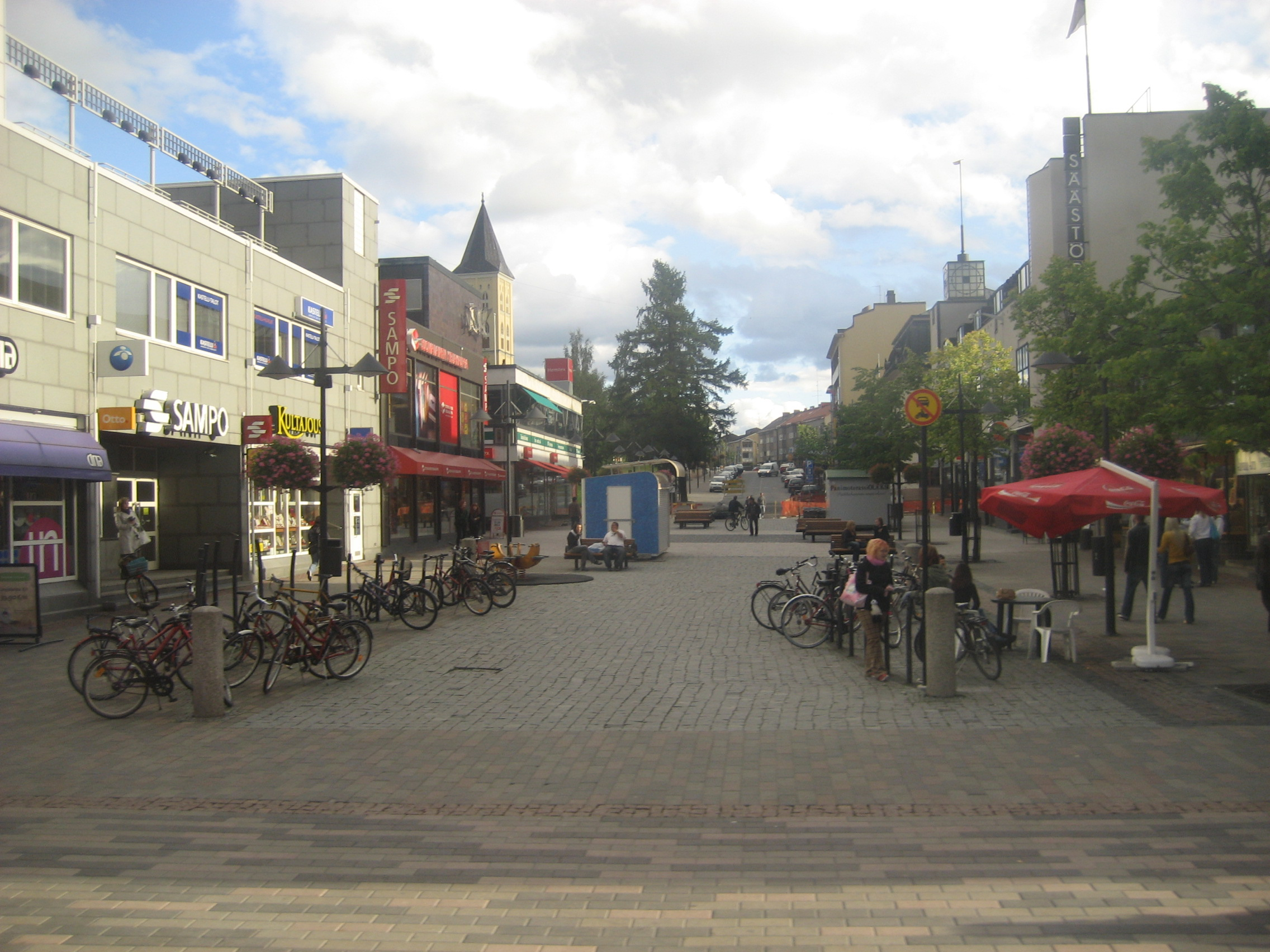
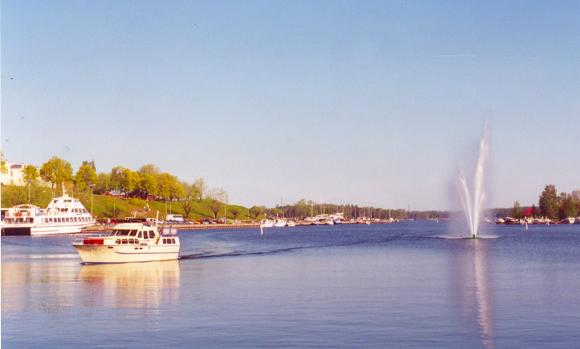
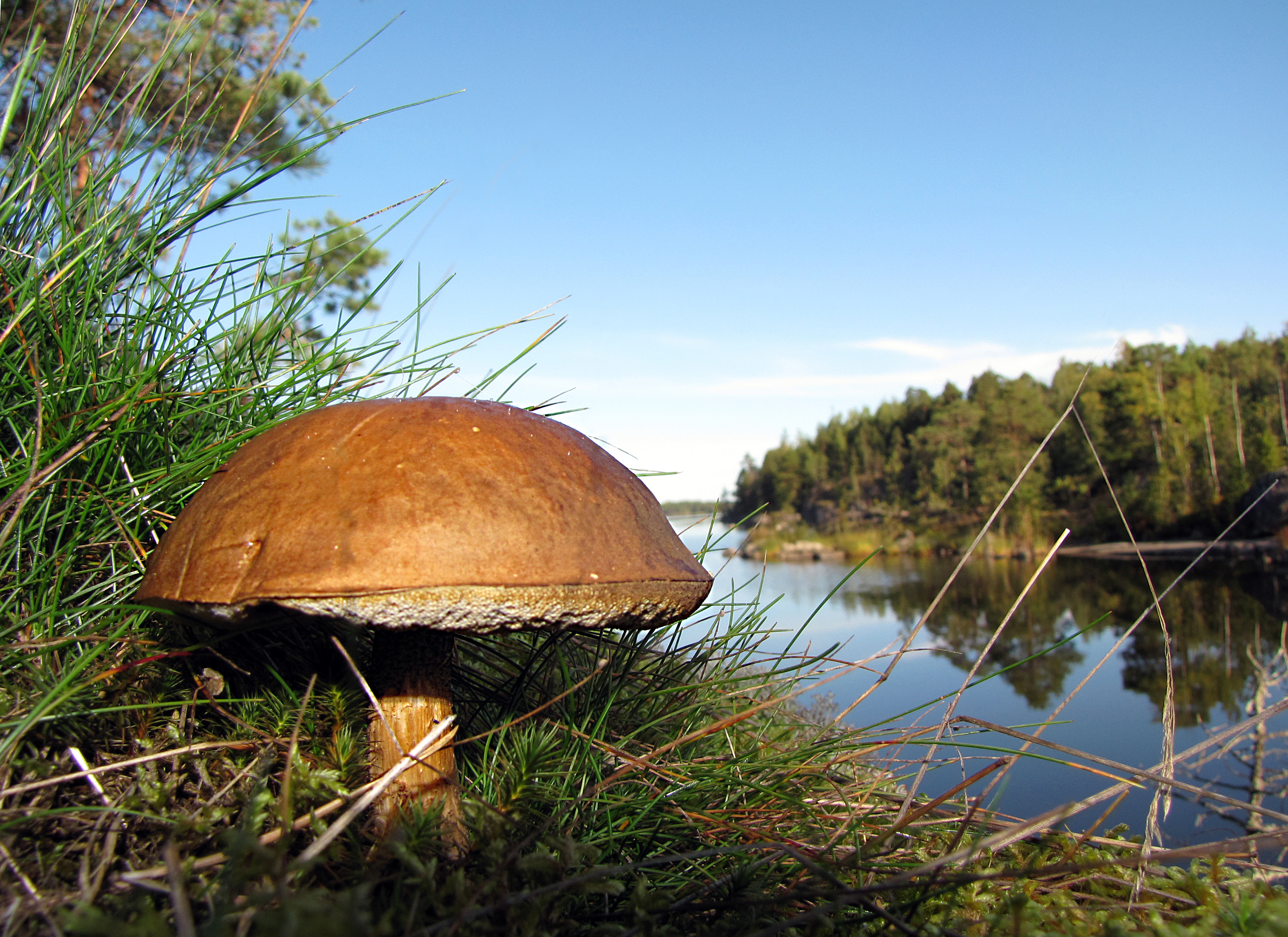
تصویری از قارچ‌های در حال رشد بولتوس در جنگلی در جزیره هیناساری و در کنار دریاچه سایما، لاپرنتا، فنلاند